# Kolsko
Kolsko [pronunciación en polaco: /ˈkɔlskɔ/] (en alemán: Kolzig) es un pueblo en el Distrito de Nowa Sól, Voivodato de Lubusz, en el oeste Polonia. Es la sede de la gmina (distrito administrativo) llamado Gmina Kolsko. Se encuentra aproximadamente 24 kilómetros al noreste de Nowa Sól y 31 kilómetros al este de Zielona Góra.
El pueblo tiene una población aproximada de 1,000 habitantes.